# Vultures (Asking Alexandria)
Vultures è un singolo del gruppo musicale britannico Asking Alexandria, pubblicato il 5 febbraio 2019 come terzo estratto dal quinto album in studio Asking Alexandria.

## Descrizione
Il brano affonda le proprie radici tra il 2012 e il 2013, quando Danny Worsnop e Ben Bruce ne abbozzarono una versione embrionale mentre il gruppo era in tour con gli Avenged Sevenfold. Dopo essere stata accantonata a seguito del temporaneo abbandono di Worsnop dagli Asking Alexandria, lo stesso cantante la propose a Bruce durante il suo rientro in formazione.

Riguardo al suo significato, Bruce ha spiegato che il testo Vultures tratta la tensione e lo stress presente tra ogni componente del gruppo durante il periodo in cui Wornsop ha preso la decisione di lasciare gli Asking Alexandria nel 2015:
Una versione rock del brano, che ha coinvolto anche il resto del gruppo, è stata in seguito inclusa come bonus track dell'edizione deluxe dell'album uscita nel dicembre 2019.

## Video musicale
Il video, diretto da T.G. Hopkins e animato dalla Bento Box Entertainment, è stato reso disponibile il 15 dicembre 2018 attraverso il canale YouTube della Sumerian Records.

## Tracce
1. Vultures – 3:28
2. Vultures (Clean Version) – 3:27

## Formazione
Gruppo
- Danny Worsnop – voce
- Ben Bruce – chitarra acustica

Produzione
- Matthew Good – produzione, ingegneria del suono
- Ryan Daminson – ingegneria del suono
- Taylor Larson – missaggio
- Ted Jensen – mastering

## Classifiche
| Classifica (2019)             | Posizione massima |
| ----------------------------- | ----------------- |
| Stati Uniti (mainstream rock) | 9                 |

## Date di pubblicazione
| Paese       | Data di pubblicazione | Formato           |
| ----------- | --------------------- | ----------------- |
| Stati Uniti | 5 febbraio 2019       | Airplay           |
| Stati Uniti | 17 aprile 2019        | Download digitale |